# Museu Nacional de Artes Visuais
O Museu Nacional de Artes Visuais (MNAV) situa-se na Avenida Julio Herrera y Reissig, esquina com a Tomás Giribaldi, no bairro Parque Rodó, em Montevidéu, Uruguai. Como a maioria dos museus no Uruguai, a entrada é livre.

## História
Foi criado em 10 de dezembro de 1911, em princípio, entrou em funcionamento por um ano na ala esquerda do Teatro Solís, para depois instalar-se onde está hoje. Esteve fechado por um período de quase onze anos (1952-1962).
Depende do Ministério da Educação e Cultura do Uruguai. Tem mais de 6.000 obras, principalmente de autores uruguaios. Tem várias salas, sala de conferências e biblioteca.
Este museu possui a maior coleção de obras de artistas uruguaios, entre os quais se destacam: Rafael Barradas, Joaquín Torres García, José Cúneo, Carlos Federico Sáez, Pedro Figari, Juan Manuel Blanes, entre outros. Nele realizam-se exposições itinerantes, muitas vezes de artistas estrangeiros, cujas obras percorrem diferentes museus ao redor do mundo. Além disso, conserva entre seus recursos ricos e variados, uma das primeiras mostras de arte do pintor espanhol Eduardo Rosales, a maioria das quais pode ser vista no Museu do Prado, intitulada Ángelo e que, por algum tempo foi considerada perdida.

## Salas
- Sala 1, térreo. Área: 152 m²
- Sala 2, térreo. Área: 1015 m²
- Sala 3, primeiro andar. Área: 110 m²
- Sala 4, primeiro andar. Área: 634 m²
- Sala 5, primeiro andar. Área: 570 m²
- Sala de Conferências, térreo, com uma capacidade para 174 lugares. Principalmente projetada para vídeos e conferências.
- Biblioteca, primeiro andar. Com mais de 8.000 volumes principalmente relacionados à Arte.[1]
- Jardim, projetado pelo paisagista uruguaio Leandro Silva Delgado.